# 콰드워 아사모아
콰드워 아사모아(영어: Kwadwo "Kojo" Asamoah, 1988년 12월 9일, 가나 쿠마시 ~ )는 가나의 은퇴한 축구 선수로, 미드필더, 왼쪽 수비수로 활약했다.

## 클럽 경력

### 초기 경력
아사모아는 처음에 카마라의 지역 클럽에서 활약하였다. 그는 찰스 멘사 갭슨의 추천으로 슬리 테트, 리버티 프러페셔널스 CEO에 의해 영입되었다. 그는 스위스의 벨린초나로 이적하였고, 2007-08 시즌의 겨울에는 토리노로 임대되었다.

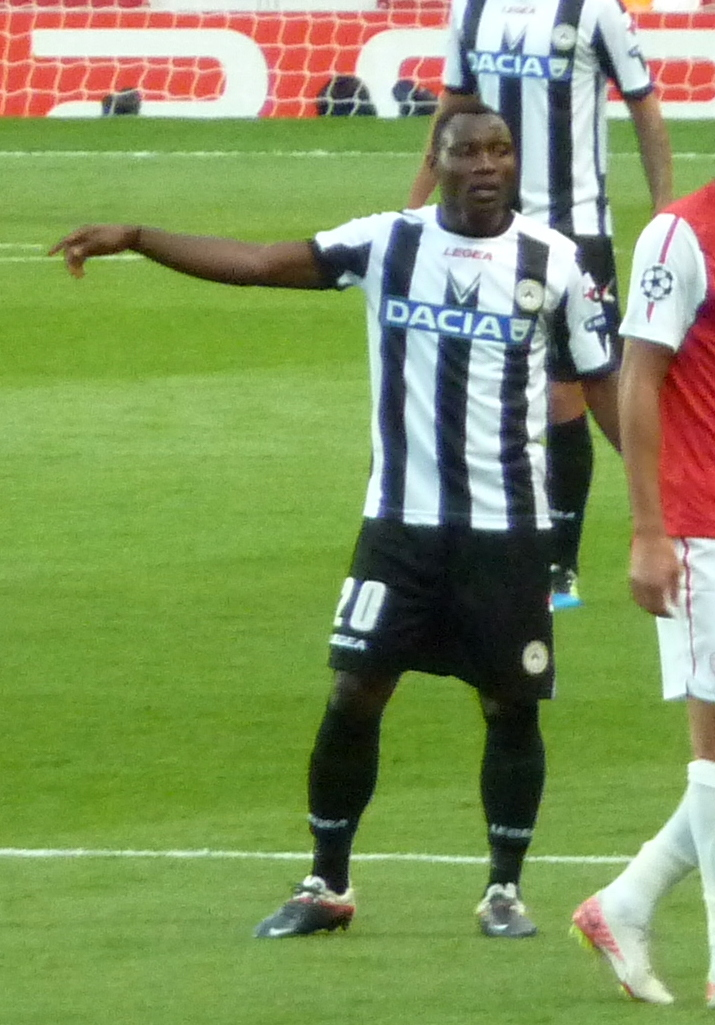
2011년 우디네세에서 활약하는 아사모아

2008년 그는 이탈리아 세리에 A의 우디네세로 이적하였다. 그는 클럽팀과 국가대표팀에서 중요한 자리를 잡았다. 그는 2010년 FIFA 월드컵과 2010년 아프리카 네이션스컵에서 우수한 활약을 펼쳐, 유럽 빅클럽들의 관심을 받았다.

### 유벤투스
아사모아는 2012년 7월에 우디네세의 팀동료 마우리시오 이슬라와 동시에 유벤투스에 공동 소유 계약을 맺으며 이적하였고, 유벤투스는 아사모아의 계약금 50%인 9,000,000 유로를 지불하였다. 그는 8월 11일에 나폴리와의 수페르코파 이탈리아나에서 데뷔하였고 득점도 기록하였다. 유벤투스는 연장전 끝에 4-2 승리를 거두었다. 이후, 그는 파르마와의 세리에 A 1라운드 경기에 출전하였고, 슈테판 리히트슈타이너의 골을 어시스트하며, 2-0 승리를 견인하였다.

### 인테르나치오날레
2018년 7월 2일, 자유 계약으로 인테르나치오날레에 입단했다.

## 국가대표팀 득점 기록
골	날짜	경기장	상대	점수	최종결과	대회
| 골 | 날짜            | 경기장                                | 상대             | 점수 | 최종결과 | 대회                       |
| -- | --------------- | ------------------------------------- | ---------------- | ---- | -------- | -------------------------- |
| 1. | 2009년 6월 7일  | 스타드 26 마르, 바마코                | 말리             | 2–0  | 승리     | 2010년 FIFA 월드컵 예선전  |
| 2. | 2013년 1월 20일 | 넬슨만델라베이 경기장, 포트엘리자베스 | 콩고 민주 공화국 | 2–2  | 무승부   | 2013년 아프리카 네이션스컵 |
| 3. | 2013년 2월 9일  | 넬슨만델라베이 경기장, 포트엘리자베스 | 말리             | 1–3  | 패배     | 2013년 아프리카 네이션스컵 |
| 4. | 2013년 9월 6일  | 바바 야라 경기장, 쿠마시              | 잠비아           | 2–1  | 승리     | 2014년 FIFA 월드컵 예선전  |

## 수상
유벤투스
- 세리에 A : 2012-13, 2013-14, 2014-15, 2015-16, 2016-17, 2017-18
- 수페르코파 이탈리아나 : 2012, 2013, 2015
- 코파 이탈리아 : 2014-15, 2015-16, 2016-17, 2017-18
- UEFA 챔피언스리그 준우승 : 2014-15, 2016-17

 가나
- 아프리카 네이션스컵

준우승 : 2010
3위 : 2008
4위 : 2012, 2013
개인
- CAF 올해의 유망주 : 2010
- 가나 올해의 선수상 : 2012, 2013